# Escut de Rialp

Escut oficial de Rialp

L'escut oficial de Rialp, aprovat el 23 d'abril del 2001, té el següent blasonament: 
Escut caironat: d'or, un mont de sinople movent de la punta, del qual davalla un riu ondat d'argent. Per timbre una corona mural de vila.

## Història

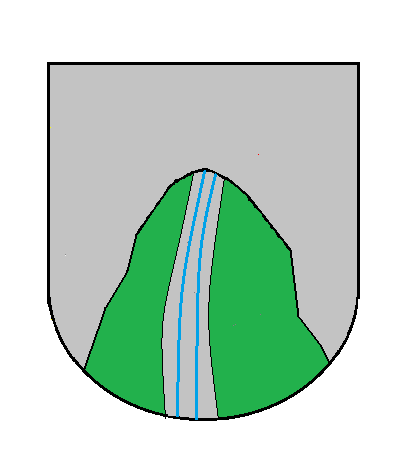
Antic escut de Rialb

Escut parlant, referit al nom de la vila: representa una muntanya amb un riu blanc que en davalla; de fet, Rialp (que segons recomanació de l'Institut d'Estudis Catalans s'hauria d'escriure Rialb) prové de «riu alb», o riu blanc.
Abans de l'actual escut oficial, l'ajuntament n'havia fet servir un amb el blasonament següent: «Escut d'argent, una muntanya de sinople, de la qual baixa un camí d'argent, amb dues ratlles d'atzur».

## Escuts municipals anteriors
El municipi de Rialb fou ampliat el 1969 amb l'afegitó de l'antic municipi de Surp. Els escuts municipals anteriors a l'actualment vigent foren, per tant, el d'aquest municipi precedent: Surp, a més de l'antic escut de Rialb.
L'Escut antic de Rialb perdé vigència en entrar en vigor la normativa catalana sobre els símbols oficials. L'escut antic no s'hi adaptava i, per tant, deixà de tenir validesa oficial. Així, el 23 d'abril del 2001 s'aprovà l'Escut de Rialb, adaptat a la normativa catalana vigent de símbols oficials. Era un escut d'argent, una muntanya de sinople, de la qual baixa un camí d'argent, amb dues ratlles d'atzur.